# Friedrich Franz I. (Mecklenburg)

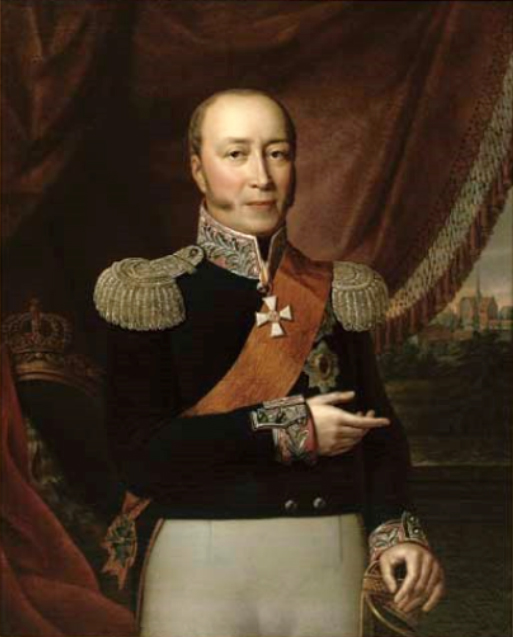
Friedrich Franz I. Gemälde von Rudolph Suhrlandt, 1817

Friedrich Franz I., Großherzog von Mecklenburg [-Schwerin], in zeitnahen Quellen häufig Friederich Franz (* 10. Dezember 1756 in Schwerin; † 1. Februar 1837 in Ludwigslust) war ab 1785 regierender Herzog zu Mecklenburg, seit dem Abschluss des Wiener Kongresses 1815 Großherzog von Mecklenburg im Landesteil Mecklenburg-Schwerin.

## Leben und Wirken

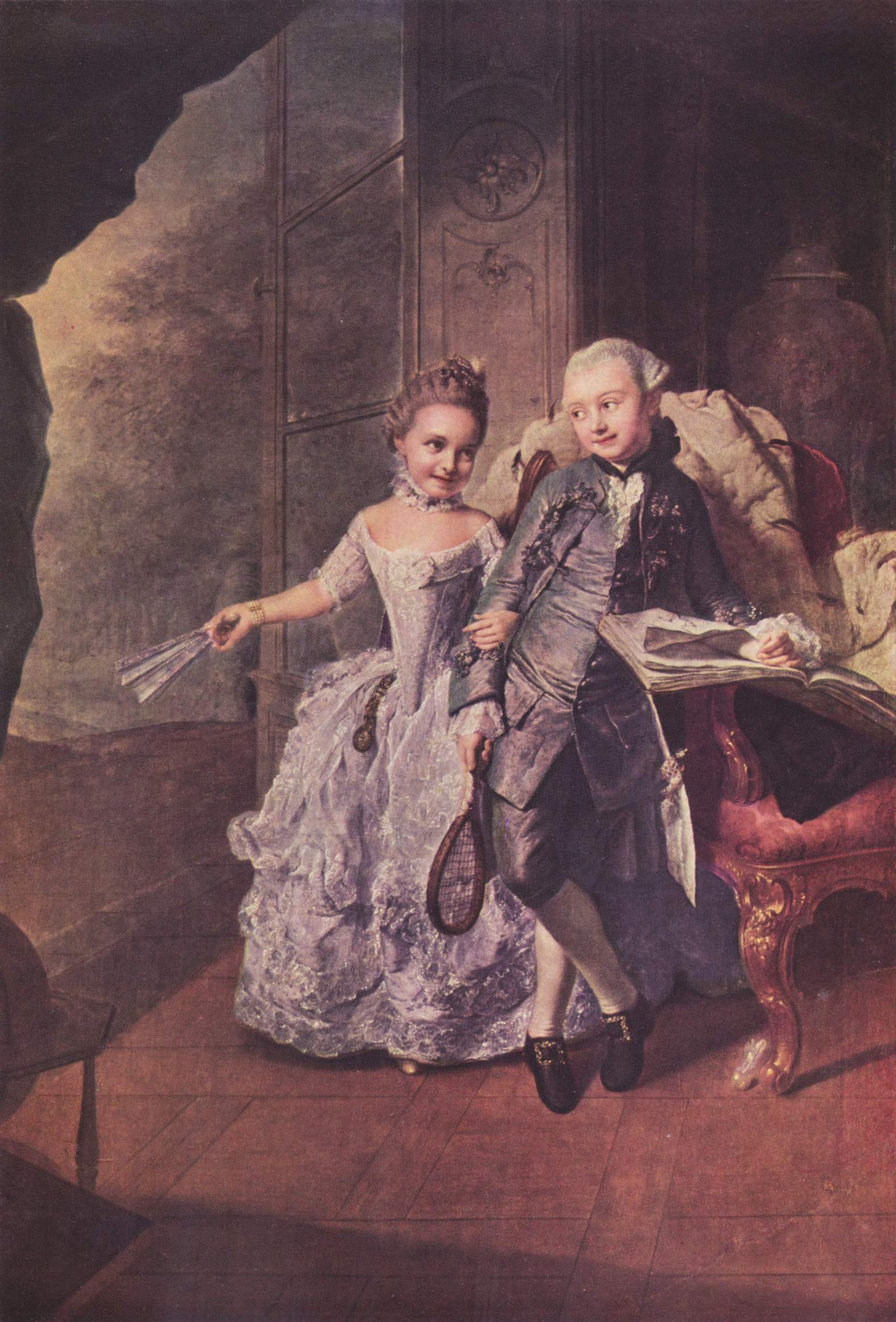
Erbprinz Friedrich Franz mit seiner jüngeren Schwester Sophie Friederike im Schweriner Schloß (1764)

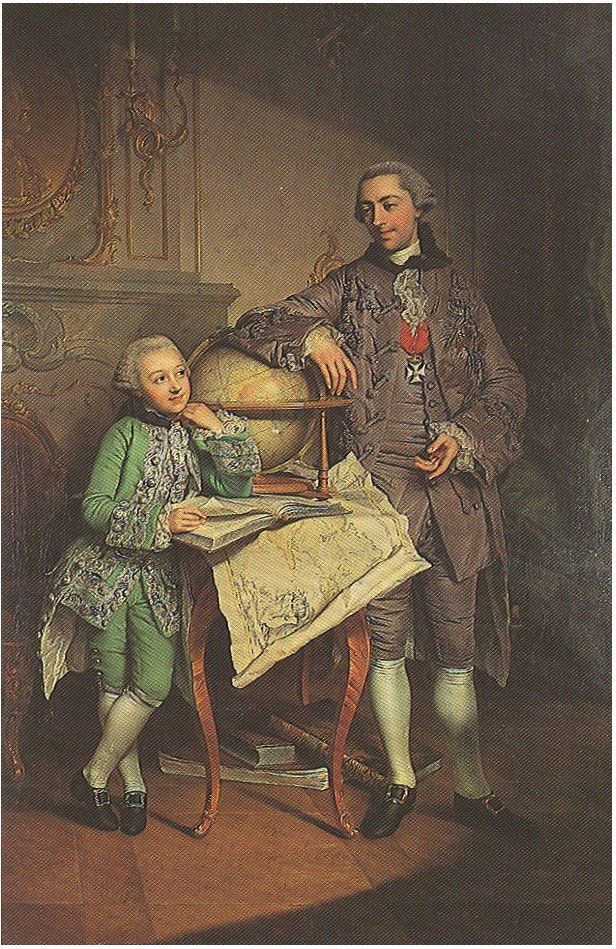
Erbprinz Friedrich Franz mit seinem Gouverneur Carl Christian von Usedom im Ludwigsluster Schloss (1766)

Friedrich Franz I. war der Sohn von Erbprinz Ludwig (1725–1778) und dessen Frau Charlotte Sophie, geb. Prinzessin von Sachsen-Coburg-Saalfeld (1731–1810).
Er erhielt in seinen ersten Lebensjahren eine standesgemäße häusliche Betreuung und Ausbildung. Seine weitere Ausbildung führte ihn in die Schweiz, wo er ab 1766 in Begleitung seines Hofmeisters Carl Christian von Usedom in Lausanne und Genf studierte. Nachdem er sich in Genf in ein bürgerliches Fräulein verliebt hatte, musste er im September 1771 auf Weisung von Herzog Friedrich nach Ludwigslust zurückkehren.
1774 begab sich Friedrich Franz auf die Suche nach einer standesgemäßen Heiratskandidatin. Seine Favoritin war Prinzessin Louise von Hessen Darmstadt, die sich jedoch für Carl August von Sachsen-Weimar-Eisenach (1757–1828) entschied. Nach der herben Enttäuschung, die er nur schwerlich überwand, lernte er Prinzessin Louise von Sachsen-Gotha-Altenburg kennen. Beide vermählten sich am 1. Juni 1775 in Gotha auf Schloss Friedenstein.
Als sein Onkel Herzog Friedrich am  24. April 1785 nach kinderloser Ehe verstarb, übernahm er als Herzog Friedrich Franz I. die Regierung. Am Beginn seiner Amtszeit löste er die letzten an Preußen nach der Reichsexekution unter Karl Leopold seit 1731 verpfändeten Dörfer des Herzogtums aus.
Am 5. Mai 1788 schloss Friedrich Franz I. einen Subsidienvertrag mit den Niederlanden. Der Vertrag beinhaltete die Entsendung von drei Bataillonen, die zusammen eine Stärke von 1000 Mann hatten. Die erzielten Einkünfte flossen in die herzogliche Subsidienkasse. Aus den Überschüssen wurden später die Schiffbarmachung der Elde, der Kauf eines Hauses für ein Hospital und die Anschaffung zweier Güter bezahlt. Der einträgliche Vertrag wurde mehrfach verlängert und endete erst im Jahr 1795.
Friedrich Franz I. beseitigte zudem erneute Unstimmigkeiten mit Rostock durch den Zweiten Rostocker Erbvertrag von 1788. Er schrieb Sonderrechte der Stadt bis 1918 fest und vereinigte 1789 die Herzogliche Friedrichs-Universität, die seit 1760 als Abspaltung der Universität Rostock in Bützow bestand, wieder mit dieser. Er vergrößerte seine Herrschaft durch den Reichsdeputationshauptschluss, durch den die Stadtstiftsdörfer, Besitzungen des Lübecker Heiligen-Geist-Hospitals, unter seine Herrschaft kamen, und erwarb mit dem Vertrag von Malmö 1803 zunächst pfandweise die altmecklenburgischen Besitzungen Wismar, Poel und Neukloster von Schweden zurück.
Seit 1790 kam es immer wieder zu Auseinandersetzungen zwischen den Tagelöhnern und Handwerkern. Im Februar 1795 entwickelten sich in Rostock die bis dahin stärksten Unruhen. Dort hatten die Gerbergesellen von ihren Meistern mehr Geld und Arbeitserleichterungen verlangt. Im Verlauf der Auseinandersetzung kam es zu körperlicher Gewalt und Verhaftungen, die zur Eskalation der Unruhen führten. Aus Angst vor revolutionären Bestrebungen befahl der Herzog den Einsatz des Militärs. Am 16. Februar 1795 rückte er persönlich mit Teilen des Leib-Grenadier-Regiments in Rostock ein. Drei vermeintliche Rädelsführer wurden verhaftet und am 2. März zu mehrmonatiger Zuchthausstrafe in Dömitz verurteilt.
In den napoleonischen Kriegen hielt er sein Land zuerst neutral, als aber nach der Schlacht bei Jena und Auerstedt 1806 Truppen der vierten Koalition toleriert wurden, besetzten französische Truppen das Land im Dezember 1806. Friedrich Franz begab sich darauf mit seiner Familie unter dänischen Schutz nach Altona. Im Juli 1807 konnte der russische Zar Alexander I. anlässlich eines diplomatischen Zusammentreffens mit Napoleon die Wiedereinsetzung des Herzogs – unter der Bedingung dessen Beitritts zum Rheinbund – erreichen. Daraufhin trat er am 22. März 1808 als vorletzter deutscher Fürst dem Rheinbund bei.
Friedrich Franz I. war der erste deutsche Fürst, der sich für die Gleichstellung der Juden einsetzte. Er erließ am 22. Februar 1813 die landesherrliche Constitution zur Bestimmung einer angemessenen Verfassung der jüdischen Glaubensgenossen in den herzoglichen Landen. Das Gesetz verlieh den Mecklenburger Juden sowohl das Privat- wie das Staatsbürgerrecht. Die nicht in die Gesetzgebung eingebundene mecklenburgische Ritterschaft zeigte sich jedoch empört und erzwang im September 1817 die Außerkraftsetzung des Gesetzes. Damit war ein erster Versuch der Gleichstellung der Juden am Widerstand der Stände gescheitert.
Nachdem der Herzog von Zar Alexander I. die Aufforderung zum Kampf gegen Napoleon erhalten hatte, sagte er sich als erster deutscher Fürst am 14. März 1813 vom Rheinbund los. Wenige Tage später, am 26. März, rief er die mecklenburgische Bevölkerung zur Beschaffung von Waffen und Ausrüstung auf. Zudem erließ er einen General-Pardon für alle Konskriptionpflichtigen, die sich bisher der Konskription entzogen hatten.  In den folgenden Monaten beteiligten sich die mecklenburgischen Truppen und Freiwilligenverbände am Kampf gegen die Franzosen. Einmal noch musste Friedrich Franz I. aus seinem Land fliehen, als die Gegend um Rostock im August 1813 zum Kriegsschauplatz wurde. Die Gefahr durch die Franzosen war bald vorüber und so konnte er bereits am 8. September zurückkehren. Am 12. November 1813 hatte auch der letzte französische Soldat mecklenburgischen Boden verlassen. Die von Erbprinz Friedrich Ludwig befehligte Brigade zog folgend an den Niederrhein, wohin sich auch die vom schwedischen Kronprinzen befehligte Armee begeben hatte. Nach dem Pariser Frieden kehrten die Mecklenburger Truppen zurück. Im März 1815 verbreitete sich jedoch die Nachricht von der Rückkehr Napoleons. Daraufhin entsendete Friedrich Franz I. im Juni die Mecklenburg-Schweriner Brigade an den Rhein und nach Frankreich, wo sie sich an der Belagerung von Montmédy und Longwy beteiligte. Erst im Dezember kehrten die Truppen nach Mecklenburg zurück.
Währenddessen hatte der Wiener Kongress getagt. Der Kongress verlieh Friedrich Franz I. am 27. Mai 1815 die Großherzogliche Würde, welche er am 17. Juni annahm. Außerdem führten der Großherzog und der Erbgroßherzog fortan das Prädikat königliche Hoheit. Sein Antrag auf Wiedereinsetzung eines deutschen Kaisers fand hingegen keine Beachtung. Auch die von ihm gewünschte Erweiterung des eigenen Herrschaftsgebietes wurde nicht berücksichtigt.
Nach den Jahren der kriegerischen Auseinandersetzungen wirkte er weiter für sein Land. So ließ er die Rechtspflege umgestalten, das Schulwesen vereinheitlichen und das Kirchenwesen verbessern.
1820 sorgte er für die Aufhebung der Leibeigenschaft, die nach landesherrlicher Sichtweise zu den „gänzlich zu vertilgenden Übeln“ gehörte.
Friedrich Franz I. starb am Morgen des 1. Februar 1837 an Altersschwäche und den Folgen eines Lungenleidens. Die Nachfolge trat sein Enkel Paul Friedrich an. In Anwesenheit des regierenden Großherzoges Paul Friedrich und des Erbgroßherzoges Friedrich Franz II. wurde Friedrich Franz I. am 18. Februar 1837 im Doberaner Münster beigesetzt.

## Nachkommen

### Eheliche Nachkommen
Friedrich Franz I. und Prinzessin Luise von Sachsen-Gotha hatten acht Kinder, die zwei ersten Kinder (eine Prinzessin 1776 und ein Prinz 1777) kamen tot zur Welt.
- Friedrich Ludwig, Erbprinz zu Mecklenburg (* 13. Juni 1778; † 29. November 1819)
- Luise (Charlotte) (* 19. November 1779; † 4. Januar 1801) ⚭ Herzog August von Sachsen-Gotha
- Gustav (Wilhelm) (* 31. Januar 1781; † 10. Januar 1851)
- Karl (August Christian) (* 2. Juli 1782; † 22. Mai 1833)
- Charlotte (Friederike) (* 4. Dezember 1784; † 13. Juli 1840) ⚭ Erbprinz Christian VIII. von Dänemark, bis zu ihrer Scheidung am 31. März 1810 Erbprinzessin von Dänemark
- Adolf (Friedrich) (* 18. Dezember 1785; † 8. Mai 1821)

### Außereheliche Nachkommen
Friedrich Franz I. hatte mindestens 15 außereheliche Nachkommen. Seinen Vaterpflichten kam er stets nach. Alle Kinder erhielten eine jährliche Leibrente und die Söhne eine berufliche Ausbildung, die ein einträgliches Leben ermöglichte. Zudem pflegte er zeitlebens regen persönlichen und brieflichen Kontakt.
Außereheliche Nachkommen mit Anna Martha Kentzler:
- Friedrich Franz Adolf Kentzler (1789–1824)

⚭ Friederika Franziska von Pressentin (1795–1847)
mit Margarethe Elisabeth Bojanowsky (1756–1811):
- Friedrich Johann Ernst Mecklenburg, seit 15. Februar 1813 Friedrich Mecklenburg von Kleeburg (1790–1864)[24]

⚭ (1819, Kleutsch, Schlesien) Aurora Emilie Charlotte Freiin von Strachwitz und Gebbersdorf (1796–1873)
mit Luise Friederike Saal:
- Louise Friederica Charlotte von Kleinow (1785–1839)

⚭ (12. Mai 1815, Ludwigslust) Friedrich Louis du Trossel
- Friederike Louise Charlotte von Kleinow (1794–1849)

⚭ (13. Dezember 1816, Ludwigslust) Friedrich Bernhard Hanasch von Wenckstern (1786–1867)
mit Louise Tegern:
- Friederika Franziska Stein (1790–?)

mit Maria Deters:
- Johann Friedrich Mecklenburg (1796–1826[27])

mit Maria Waack:
- Franz Ernst Ludwig Johann Mecklenburg (1802–1882)

mit Madame Frey:
- Friedrich Franz Mecklenburg (1808–1878)

mit Agnes Döring:
- Louise Mecklenburg (1810–1818)

mit Louise Müller:
- Ludwig Christian Helmuth Mecklenburg (* 2. November 1811 in Ludwigslust; † 31. Januar 1875 ebenda)

⚭ Wilhelmine Gehrke (* 27. September 1816 in Dannenberg (Elbe); † 25. Mai 1881 in Hitzacker (Elbe))
- Friedericke Ulrike Christine Mecklenburg (1813– ?)

## Auszeichnungen
(Quelle: Mecklenburg-Schwerinscher Staatskalender 1837)
- Schwarzer Adlerorden
- Roter Adlerorden
- Orden der Württembergischen Krone
- Hausorden vom Weißen Falken
- Guelphen-Orden
- Hubertusorden

---
- Orden des Heiligen Andreas des Erstberufenen
- Alexander-Newski-Orden
- St.-Annen-Orden
- Königlicher Seraphinenorden
- Elefanten-Orden
- k.u. Sankt Stephans-Orden

## Ergänzendes

### Sarkophag des Großherzogs

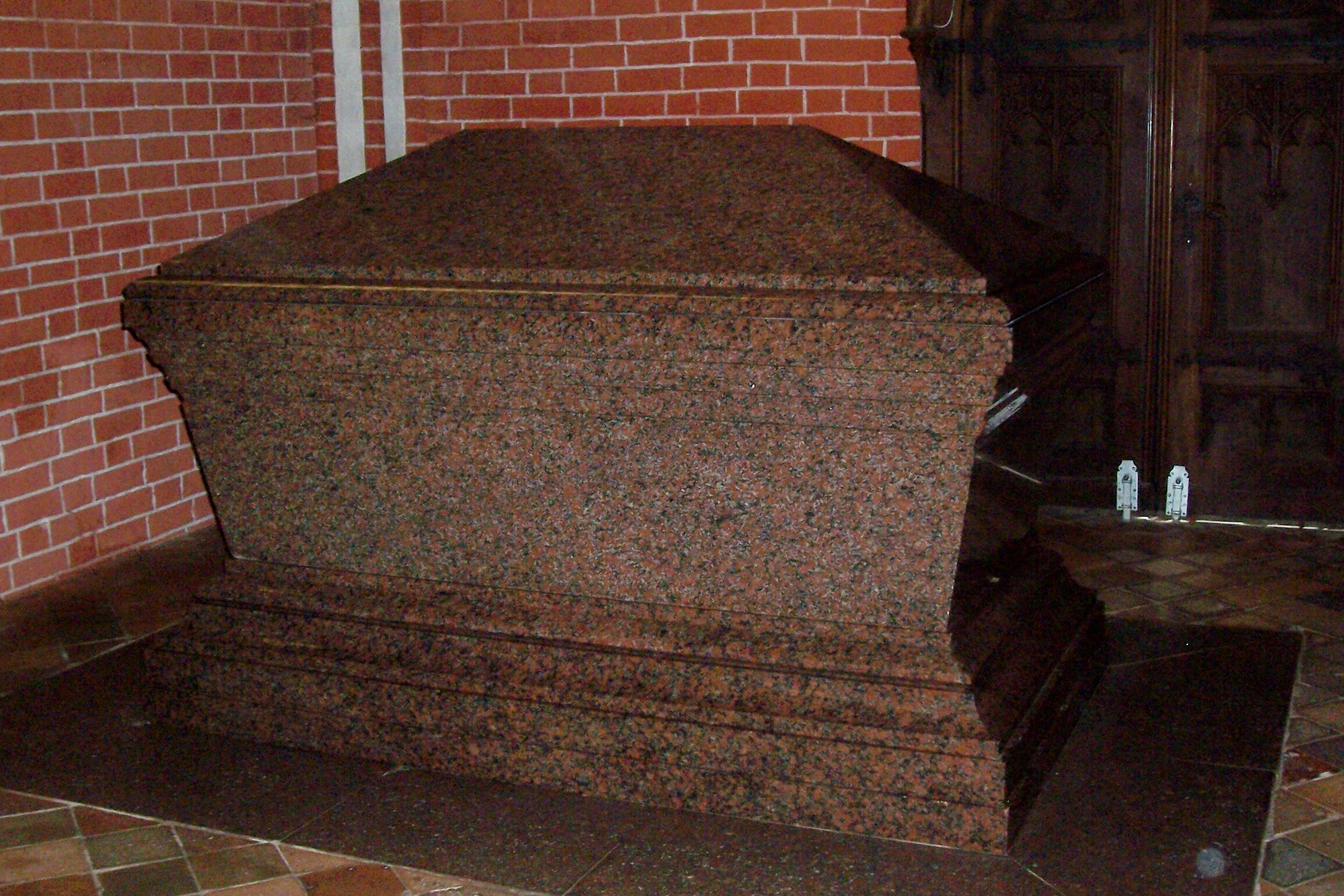
Der Sarkophag im Dom von Bad Doberan

Den großen Granitblock, aus dem der Sarkophag gefertigt wurde, fand der Gutsherr Heinrich Franz von Barner im Jahr 1830 auf einer Feldmark bei Groß-Trebbow. Seinen nicht alltäglichen Fund schenkte der Gutsherr dem Großherzog. Friedrich Franz I. beauftragte daraufhin den Hofbaurat Georg Adolf Demmler mit der Gestaltung eines Sarkophags. Demmler legte dem Großherzog nach einiger Zeit mehrere Entwürfe vor. Nachdem er sich für einen Entwurf entschieden hatte, ließ er den Granitblock in der Schweriner Schleifmühle bearbeiten. Die aufwendigen Arbeiten, die Demmler persönlich beaufsichtigte, dauerten von 1831 bis Oktober 1843 und kosteten 10.000 Taler. Der nunmehr fertiggestellte dreiteilige Sarkophag wurde im Dezember 1843 im Mittelschiff des Doms von Doberan aufgestellt. Am 16. Dezember wurden die Gebeine des Großherzogs, die bis dahin im Grabgewölbe zur Ruhe gebettet waren, erneut beigesetzt.
Seit 1976 steht der 2,48 Meter lange, 1,43 Meter breite und 1,69 Meter hohe Sarkophag am westlichen Ende des nördlichen Seitenschiffes.

### Seebad Heiligendamm

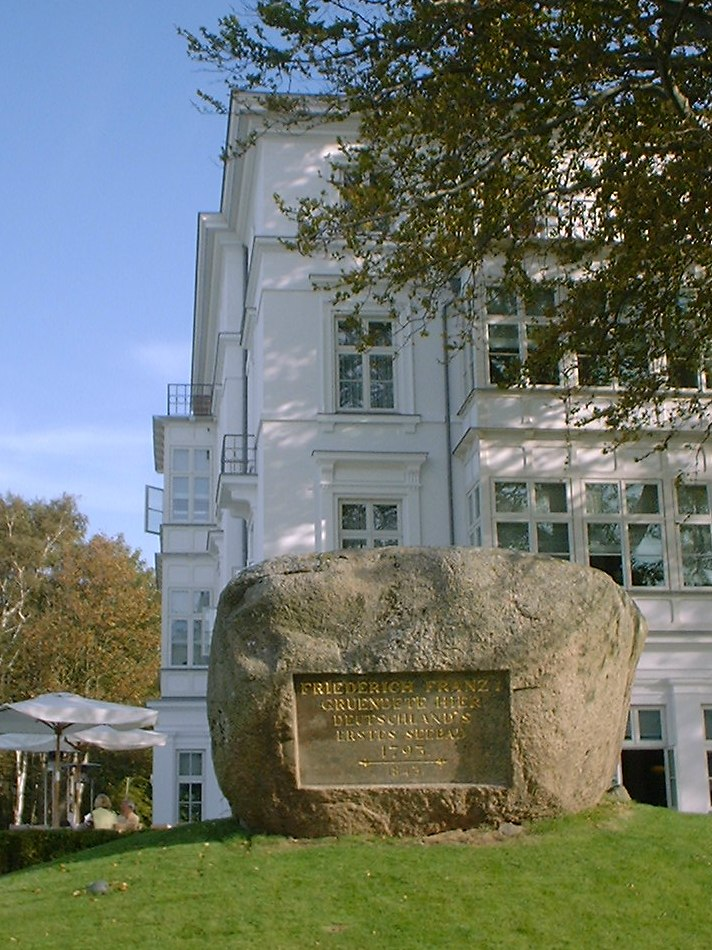
Gedenkstein in Heiligendamm

Friedrich Franz I. ließ 1793 auf Anraten seines Leibarztes Samuel Gottlieb Vogel bei Heiligendamm ein Seebad errichten. 1794 eröffnete der Herzog die erste Saison als erster Badegast. Wegen der ungünstigen Finanzlage sollte der weitere Ausbau des Seebades von Jahr zu Jahr erfolgen. Heiligendamm war das erste Seebad Deutschlands nach dem Vorbild südenglischer Seebäder.
Das Seebad blieb achtzig Jahre unter fürstlicher Verwaltung. Heute erinnert ein Gedenkstein im Ort an den Gründer des Ostseebades. Der große Findling stammt von der Feldmark bei Elmenhorst und wurde anlässlich des fünfzigjährigen Bestehens des Seebades aufgestellt. Den Gedenkstein versah man mit einer Widmung: „Friedrich Franz I. gründete hier Deutschlands erstes Seebad 1793/1843“.